# Karen Higuera
Karen Alicia Higuera Contreras (2 de abril de 1991, La Paz) es una reina de belleza titular de México en el concurso de belleza Miss Internacional 2011.

## Reinados de Belleza

### Nuestra Belleza México, 2010
El 25 de septiembre de 2010 en Saltillo, se realizó el certamen de Nuestra Belleza México 2010, ella obtuvo el título de Miss México Internacional 2011 al quedar en el top  10 el ranking. La ganadora fue Karin Ontiveros y la reina que participara en Miss Mundo 2011 fue Cynthia de la Vega de Nuevo León

### Miss Internacional 2011
Karen compitió en Miss Internacional 2011 para disputarse la corona de la venezolana Elizabeth Mosquera Miss Internacional 2010 ganadora de este certamen,

## Búsquedas
- Karin Ontiveros
- Cynthia de la Vega
- Gabriela Palacio
- Nuestra Belleza México 2010
- Natalia Valenzuela Cutiva
- Miss Internacional 2011

| Predecesor: Gabriela Palacio | Miss International México 2011 | Sucesor: Nohemí Hermosillo |